# Sanada Yukitaka

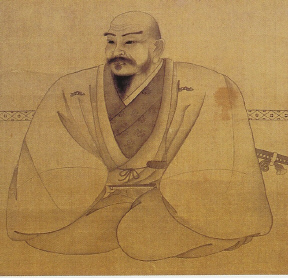

Sanada Yukitaka (Japans: 真田幸隆) (1512? - 1574) was een daimyo uit de provincie Shinano uit de late Sengoku-periode. Sanada zou zich later na een lange strijd onderwerpen aan Takeda Shingen en faam verwerven als een van diens Vierentwintig generaals.
Onder Takeda Shingen nam Sanada deel aan de slag bij Odaihara in 1546 en het belegeringen van Toishi in 1550 en 1551. Hij was een van de drie generaals die Shingen tot Danjochu benoemde.
Hij was de vader van Sanada Nobutsuna en Sanada Masayuki en grootvader van de legendarische samoerai Sanada Yukimura over wie Toyotomi Hideyoshi eens zei: "een held verschijnt maar eens elke honderd jaar".